# Zerkula János
Zerkula János (Gyimesbükk, 1927. augusztus 27. – Gyimesközéplok, 2008. május 7.) erdélyi magyar népzenész, prímás hegedűművész.

## Életpályája
Zenészcsaládban született. Látását gyermekkorától kezdve fokozatosan elvesztette. Magyarországon 1989-től kezdve koncertezett. Fellépett többek között a Művészetek Palotájában, a Fővárosi Művelődési Házban, a Fonó Budai Zeneházban és Romániában a Bukaresti Magyar Kulturális Központban. Szerepelt Bereczki Csaba Életek éneke című dokumentumfilmjében. Az erdélyi hagyományos népzenéről szóló filmet a 39. Magyar Filmszemlén mutatták be.

## Díjai, elismerései
- Párhuzamos Kultúráért díj (2002)[1]
- Népművészet Mestere díj (1997. augusztus 20.)
- A csángó folklórfesztiválon 2004-ben elismerő oklevélben részesítették feleségével, Fikó Reginával együtt.